# 사 (지지)
사(巳)는 지지의 여섯째로, 뱀을 상징한다. 오행에서는, 한국에선 불(火), 중국에선 흙(土)에 속하며, 일본에서는 물(水)에 속한다. 음양에서는 음(陰)에 해당한다.

## 속성 및 특징
뱀띠는 12지 중에서 유일한 파충류 동물이기도 하며 느리게 움직이기 때문에 신중하고 지적임과 동시에 온화한 성격을 지녔다고 믿어져왔다. 동시에 끊임없이 허물을 벗는 특성으로 의지력과 끈기가 강한 것으로도 믿어져왔다.
그러나 뱀은 간사하다는 이미지와 음란하다는 인상이 존재하여, 대부분 부정적으로 묘사된다. 또한 동물 중에서도 요물로 인식되어 뱀띠의 성격을 건드리지 말라고도 전해진다. 복수심이 강하고 탐욕스런 절대악으로 묘사되기도 하며 이것이 뱀띠에게 있어서 가장 조심해야 하는 점이다. 말재간이 좋지만 간사함이 있어 사기꾼이나 종교인이 되지 않는 것을 주의해야 한다고 믿어진다. 동시에 뱀은 청각 기관이 없기 때문에 자폐적으로 변할 수 있으며 독불장군처럼 행동할 수 있다고도 믿어진다. 체온이 낮은 특성 때문에 인색하기도 하며, 홀로 음침히 행동하는 모습이 많아 사회 적응이 힘든 운명이기도 하다. 불교에서도 전생에 극악무도한 자는 뱀으로 환생할 수 있기 때문에 뱀띠는 사악한 자가 될 수 있음을 조심해야 한다. 또한 음탕한 성격을 지녀 어느 사람들과도 불륜을 지니고 어느 누구든 권태기가 빠르게 올 수 있다고 전해진다. 보통 정의로운 성향을 가진 띠와 상충살인데, 뱀을 혐오하는 동물이 많아 뱀띠는 사람을 의심하고 몸을 사리면서 다녀야 한다고 믿어진다. 뱀띠에게는 이것을 막는 것이 지적 수준인데, 그때문에 뱀띠에게는 높은 지적 수준을 요구되기도 한다. 그럼에도 뱀은 용이 될 수 있는 동물이며, 앞서 말한 단점들을 노력과 인내(수행)을 통해 줄여 용처럼 출세할 수 있다고도 믿어진다.
중국의 '위대한 경주' 설화에서는 자신과 비슷하지만 완벽에 가까운 용에게 자격지심을 가지고 있었고, 느린 이동속도 때문에 12지에 들어가지 못할 것 같았기에 용을 견제하고 속이면서 결승선에 들어가기로 한다. 용에게 도움을 청해 함께 날아가자고 하였고, 자신을 결승선에 빠르게 통과시키면 여의주와 같은 좋은 물건을 주겠다고 했으나, 용이 다른 사람들을 도와주는 데 힘을 쏟아 6등으로 들어오게 되어 허물만을 남기고 떠나버린다. 이후 용음 뱀이 정당한 대가를 지불하지 않아 화가 나, 뱀은 용과 사이가 나빠졌다고 전해진다. 혹은 가장 빠르게 결승선을 통과할 것 같은 용의 구름에 올라타 몰래 2등이라도 차지하려고 했으나 용이 다른 사람들을 도와주는 것 때문에 2등으로 들어가지 못하고 6등이 되었다는 말이 있다.
뱀띠는 한국 중국 일본 모두에서 다른 속성을 가지고 있는 특이한 띠이다. 중국에서는 땅을 기어다닌다고 하여 흙(土) 속성이지만, 한국에서는 불(火) 속성이다. 그러나 일본에서는 물(水) 속성이어서 뱀을 함부로 죽이면 폭풍이 찾아온다고도 전해진다.
다음은 점술에서 뱀띠와 조화, 무난, 상충하는 띠이다.
- 조화: 소, 닭
- 무난: 뱀
- 상충: 쥐, 범, 토끼, 용, 말, 양, 개, 원숭이, 돼지

## 사를 포함한 간지
- 기사
- 신사
- 계사
- 을사
- 정사

## 같이 보기
- 뱀